# Time 100
De Time 100 (gestileerd als TIME 100) is een jaarlijkse lijst samengesteld door het Amerikaanse nieuwstijdschrift Time van de honderd meest invloedrijke personen, in de optiek van dit tijdschrift. Voor het eerst werd in 1999 de lijst "People Of The Century" gepubliceerd als een compilatie van de "meest invloedrijke personen van de 20e eeuw". Het wordt sinds 2004 jaarlijks gepubliceerd, met twintig personen die zijn toegewezen aan een van de vijf categorieën ("leiders en revolutionairen", "artiesten en entertainers", "makers en titanen", "wetenschappers en denkers" en "helden en iconen").

## Personen
De volgende personen zijn minimaal drie keer vermeld (vanaf 2020), waarvan minimaal drie keer vóór 2020.
Elf keer vermeld
- Barack Obama (2005, 2007-2016)
- Xi Jinping (2009, 2011-2020)

Tien keer vermeld
- Hillary Clinton (2004, 2006-2009, 2011, 2012, 2014-2016)
- Oprah Winfrey (2000, 2004-2011, 2018)

Negen keer vermeld
- Angela Merkel (2006, 2007, 2009, 2011, 2012, 2014–2016, 2020)

Acht keer vermeld
- Kim Jong-un (2011–2018)

Zes keer vermeld
- Paus Franciscus (2013–2017, 2019)
- Vladimir Poetin (2004, 2008, 2014–2017)

Vijf keer vermeld
- Jeff Bezos (2008, 2009, 2014, 2017, 2018)
- Steve Jobs (2004, 2005, 2007, 2008, 2010)
- Aung San Suu Kyi (2004, 2008, 2011, 2013, 2016)
- Nancy Pelosi (2007, 2010, 2018–2020)
- Donald Trump (2016–2020)

Vier keer vermeld
- George W. Bush (2004–2006, 2008)
- Bill Clinton (2004–2006, 2010)
- George Clooney (2006–2009)
- James Dimon (2006, 2008, 2009, 2011)
- Recep Tayyip Erdoğan (2004, 2010, 2016, 2017)
- Bill Gates (2000, 2004–2006)
- Hu Jintao (2004, 2005, 2007, 2008)
- LeBron James (2005, 2013, 2017, 2019)
- Christine Lagarde (2009, 2010, 2012, 2016)
- Benjamin Netanyahu (2011, 2012, 2015, 2019)
- Michelle Obama (2009, 2011, 2013, 2019)
- Condoleezza Rice (2004–2007)
- Elizabeth Warren (2009, 2010, 2015, 2017)
- Mark Zuckerberg (2008, 2011, 2016, 2019)
- Narendra Modi (2014, 2015, 2017, 2020)

Drie keer vermeld
- Benedictus XVI (2007, 2009, 2011)
- Warren Buffett (2004, 2007, 2012)
- Catherine Middleton, hertogin van Cambridge (2011–2013)
- Tim Cook (2012, 2015, 2016)
- John Kerry (2004, 2014, 2016)
- Charles Koch (2011, 2014, 2015)
- David H. Koch (2011, 2014, 2015)
- Ma Huateng (2007, 2014, 2018)
- Nelson Mandela (2000, 2004, 2005)
- Tenzin Gyatso, 14e dalai lama (2004, 2005, 2008)
- Rupert Murdoch (2004, 2005, 2008)
- Elon Musk (2010, 2013, 2018)
- Brad Pitt (2007–2009)
- Ren Zhengfei (2005, 2013 en 2019)
- Muqtada al-Sadr (2006, 2008, 2011)
- Taylor Swift (2010, 2015, 2019)
- Tiger Woods (2004, 2009, 2019)
- Janet Yellen (2014, 2015, 2017)
- Malala Yousafzai (2013–2015)